# Maxime Goisset
Maxime Goisset est un rameur français, né le 4 avril 1985 à Chenôve.

## Palmarès

### Jeux olympiques
- 2008 à Pékin,  Chine
  - 11e en deux de couple poids légers

### Championnats du monde
- 2006 à Eton,  Royaume-Uni
  -  Médaille de bronze en quatre de couple poids légers
- 2007 à Munich,  Allemagne
  -  Médaille d'argent en quatre de couple poids légers

### Championnats d'Europe
- 2009 à Brest,  Biélorussie
  -  Médaille de bronze en deux de couple poids légers

### Championnats du monde U23
- 2006 à Hazewinkel (Belgique)
  -  Médaille d'argent en un de couple poids légers
- 2007 à Glasgow-Strathclyde (Royaume-Uni)
  -  Médaille d'or en deux de couple poids légers

### Jeux méditerranéens
- 2009 à Pescara,  Italie
  -  Médaille de bronze en skiff poids légers